# Тавроктония
Тавроктонията (от гръцки: ταῦρος, „бик“, и κτόνος, „убийство“) е иконографско изображение, играещо централна роля в митраичeските мистерии. То представя главното божество на култа, Митра, полувъзседнал бик и забиващ къс меч в сърцето му.